# Orlogsmand (krigsskib)
En orlogsmand (engelsk: Man of War) var et stort krigsskib i sejlskibstiden. Betegnelsen blev mest brugt om skibe med mindst to kanondæk.
Det engelske ord blev formentlig brugt om riddere i fuld rustning. Ordet blev ofte brugt i søfortællinger fra napoleonskrigene. Henrik Ibsen bruger det norske "Manovar" i digtet Terje Vigen.
| Skib | Spire Denne artikel om skibe eller både er en spire som bør udbygges. Du er velkommen til at hjælpe Wikipedia ved at udvide den. |